# Nina (película de 2016)
Nina es una película biográfica estadounidense escrita y dirigida por Cynthia Mort. Se centra en la vida de la música y activista de los derechos civiles Nina Simone, representada por Zoe Saldaña. Cuenta además con las actuaciones de David Oyelowo, Ella Thomas y Mike Epps. Se estrenó el 22 de abril de 2016, en un estreno limitado y a través de video bajo demanda por RLJ Entertainment. La película fue objeto de duras críticas y la familia de Simone se ha negado a apoyarla.

## Sinopsis
En 1988 Nina Simone vive un momento desafortunado de su carrera. Su apogeo de los años 1960 parece simplemente historia. Para colmo, es internada a la fuerza en un hospital psiquiátrico de Los Ángeles y más tarde se le informa que debe empezar un tratamiento contra el cáncer. En medio de esta turbulencia, aparece la figura de Clifton Henderson, su mánager, que se convertirá en una pieza clave para el futuro de Nina.

## Reparto
- Zoe Saldaña es Nina Simone.
- David Oyelowo es Clifton Henderson.
- Kevin Mambo es Gilles.
- Ronald Guttman es Henri Edwards.
- Chuma Gault es el esposo de Nina.
- Mike Epps es Richard Pryor.
- Ella Joyce es la madre de Clifton.
- Ella Thomas es Lorraine Hansberry.
- Marianne Muellerleile es Mary.
- Yasmine Golchan es la doctora Cousier.
- Siena Goines es Heather.
- Camille Natta es Michelle Laroche.

## Recepción
Nina cuenta con una escasa aprobación del 2% en Rotten Tomatoes, basada en 43 reseñas. El consenso del sitio afirma: "Un tributo totalmente equivocado al talento ardiente y al impacto perdurable de su sujeto, Nina es el equivalente cinematográfico de un proyecto de versiones con todos los artistas erróneos". En Metacritic tiene una aprobación del 27%, indicando "críticas generalmente negativas".